# 和歌山県道239号太地港下里線
和歌山県道239号太地港下里線（わかやまけんどう239ごう たいじこうしもさとせん）は、和歌山県東牟婁郡太地町から東牟婁郡那智勝浦町に至る一般県道である。

## 概要
東牟婁郡太地町大字太地から東牟婁郡那智勝浦町大字八尺鏡野（やたがの）に至る。

### 路線データ
- 起点：東牟婁郡太地町大字太地（和歌山県道240号梶取崎線交点）
- 終点：東牟婁郡那智勝浦町大字八尺鏡野（八尺鏡野交差点、国道42号交点、和歌山県道45号那智勝浦本宮線起点）
- 実延長：3.224 km

## 路線状況

### 重複区間
- 和歌山県道235号南平野下里停車場線（東牟婁郡那智勝浦町大字下里）

### 道路施設

#### 橋梁
- 旭橋（太田川、東牟婁郡那智勝浦町）

## 地理

### 通過する自治体
- 和歌山県
  - 東牟婁郡太地町 - 東牟婁郡那智勝浦町

### 交差する道路
| 交差する道路                                   | 市町村名 | 市町村名   | 交差する場所             | 交差する場所          |
| ---------------------------------------------- | -------- | ---------- | ------------------------ | --------------------- |
| 和歌山県道240号梶取崎線                        | 東牟婁郡 | 太地町     | 大字太地                 | 起点                  |
| 和歌山県道235号南平野下里停車場線 重複区間起点 | 東牟婁郡 | 那智勝浦町 | 大字下里                 |                       |
| 和歌山県道235号南平野下里停車場線 重複区間終点 | 東牟婁郡 | 那智勝浦町 | 大字下里                 |                       |
| 国道42号 和歌山県道45号那智勝浦本宮線          | 東牟婁郡 | 那智勝浦町 | 大字八尺鏡野（やたがの） | 八尺鏡野交差点 / 終点 |

### 沿線
- 太地港
- 太地町立太地小学校
- JR西日本紀勢本線 下里駅
- 下里郵便局
- 太田川